# Бобан, Габриель
Габриель Бобан (род. 23 июля 1989 года в Пожеге) — хорватский профессиональный футболист, выступает на позиции вингера.

## Биография
Семья Бобана происходит из Совичей, Герцеговина, он является дальним родственником хорватского футболиста Звонимира Бобана. Младший брат Габриеля Бобана, Бруно, также был футболистом, умер во время матча в 2018 году.
Бобан прошёл через молодёжные составы команды «Камен Инград», с которой и начал профессиональную карьеру. Он дебютировал за первую команду в сезоне 2007/08 во второй лиге, куда клуб вылетел в предыдущем сезоне. В своём первом сезоне он провёл 21 матч и забил два гола, но не смог предотвратить новое понижение клуба. Команда испытывала финансовые трудности, вызванные хищением и мошенничеством со стороны главного спонсора клуба, одноимённой местной строительной компании Kamen Ingrad. Сезон 2008/09 команда должна была начать в третьей лиге, но незадолго до начала турнира, 23 июля 2008 года, клуб объявил об отказе от участия в соревнованиях. Бобану разрешили уйти в статусе свободного агента, и через неделю он решил присоединиться к другому клубу третьего дивизиона, «Вировитица».
Он быстро вернулся во вторую лигу, где отыграл три сезона за «Виноградар». В сезоне 2011/12 он забил четыре гола в 24 матчах. В сезоне 2012/13 он играл за «Поморац». В «Помораце» Бобан выходил в стартовом составе и забил восемь голов в том сезоне.
Благодаря хорошей игре летом 2013 года он перебрался в недавно вылетевший «Загреб». Он помог «Загребу» вернуться в первую лигу, забив 18 голов за сезон и уступив лишь Илие Несторовскому (20 голов) в общем рейтинге бомбардиров лиги. Он дебютировал в первой лиге за три дня до своего 25-летия, он забил гол в ворота «Риеки», но не смог предотвратить поражение со счётом 1:3. Через неделю в своём втором матче в высшем дивизионе он поразил ворота «Славен Белупо». Он закончил свой первый сезон в высшем дивизионе с 13 голами, что стало четвёртым показателем в лиге.
В июле 2016 года Габриель Бобан подписал трёхлетний контракт с «Осиеком». Он забил четыре мяча и сделал шесть результативных передач. Во втором сезоне он забил шесть голов и сделал девять передач во всех соревнованиях, в частности забил единственный победный гол в выездном матче с «Динамо Загреб». За свои хорошие выступления он был признан игроком года в «Осиеке».
В июне 2019 года Габриель Бобан в статусе свободного агента перешёл в «Шериф». Он подписал контракт на 18 месяцев.